# Programme de conservation des orangs-outans de Sumatra
Le programme de conservation des orangs-outans de Sumatra (abrégé en SOCP, de son nom en anglais Sumatran Orangutan Conservation Programme) est une initiative collaborative réunissant l'association indonésienne Yayasan Ekosistem Lestari (YEL), son partenaire suisse la Fondation PanEco, ainsi que la direction générale des ressources naturelles et de la conservation des écosystèmes du ministère indonésien de l'Environnement et des Forêts (Ditjen KSDAE), dans le cadre de plusieurs mémorandums d'entente (MoU) signés à partir de 1999.
Le SOCP agit sur différents aspects de la conservation des deux espèces d'orangs-outans vivant à Sumatra : l'orang-outan de Sumatra (Pongo abelii) et l'orang-outan de Tapanuli (Pongo tapanuliensis), toutes deux classées en danger critique d'extinction par l'Union internationale pour la conservation de la nature (UICN). Elle gère notamment l'accueil des orangs-outans captifs saisis par les autorités, leur mise en quarantaine et leur réintroduction pour former de nouvelles populations sauvages ; l'éducation et la sensibilisation ; la recherche en éthologie et en écologie sur les orangs-outans sauvages ; des études des populations et de leurs l'habitat, ainsi que la protection de ces habitats.

## Historique
En 2020, un de ses fondateurs et directeur, le Dr. Ian Singleton est fait officier de l'Empire britannique par la reine Élisabeth II pour sa contribution notable à la conservation de l'environnement.

## Activités

### Réhabilitation
Fondé en 2001, le SOCP gère le seul centre de quarantaine, de soins et de réhabilitation des orangs-outans issu du commerce illégal d'animaux à Sumatra. À ce jour[Quand ?], le SOCP a secouru plus de 340 orangs-outans dont plus de 260 ont été réhabilités et réintroduits dans le milieu naturel : 180 à son centre de réintroduction proche du parc national de Bukit Tigapuluh (province de Jambi) et 88 autres depuis 2011 à son centre de la réserve naturelle de la forêt de pins de Jantho (province d'Aceh)[réf. nécessaire]. L'objectif aux deux endroits est d'établir des populations entièrement nouvelles, autosuffisantes et génétiquement viables de cette espèce en danger critique d'extinction, dans des forêts de leur aire de répartition historique, formant ainsi des "filets de sécurité'' si une catastrophe s'abattait sur les populations d'orangs-outans d'origine résiduelles.

### Conservationin situ
Le SOCP mène également plusieurs autres projets de conservation in situ dans l'ensemble de l'aire de répartition de ces deux espèces, avec une grande partie de son travail axé sur les populations sauvages restantes dans l'écosystème Leuser (en) et dans les forêts de Batang Toru dans la région de Tapanuli. Le SOCP est ainsi la première source de données, de connaissances et d'informations concernant l'état de conservation de l'espèce, reflété par son rôle de premier plan dans l'initiative d'étude sur les orangs-outans à l'échelle de l'île de Sumatra publiée en 2012, par le processus d'analyse de l'habitat et de la viabilité des populations d'orang-outan, le développement de la stratégie nationale et du plan d'action indonésiens pour les orangs-outans 2007-2017, sa présence dans des organismes scientifiques internationaux (section des grands singes du groupe des spécialistes des primates de la Commission de la sauvegarde des espèces de l'UICN,, le Great Apes Survival Partnership (en) des Nations unies, etc.), ainsi que de nombreuses publications scientifiques. Le SOCP a également de nombreuses années d'expérience dans les programmes de développement communautaire et de moyens d'existence dans toute la région, y compris les projets humanitaires, de santé et d'assainissement et le développement de l'écotourisme.